# 작은카피바라
작은카피바라(Hydrochoerus isthmius)는 천축서과에 속하는 설치류의 일종이다. 파나마 동부와 콜롬비아 북서부 그리고 베네수엘라 서부 지역에서 발견되는 대형 반수생 동물이다. 1912년 카피바라의 아종으로 기재되었고, 1991년 별도의 종으로 승격되었다. 연중 번식을 하며, 평균 3.5마리의 새끼를 낳는다. 계절과 서식지 그리고 사냥에 노출되는 정도에 따라 주행성 또는 야행성 동물이 되거나 독거(獨居)성 동물 또는 집단형 동물이 된다. 파나마에서 흔하게 발견되는 종이지만, 베네수엘라에서는 드물다. 사냥과 대상림의 파괴 그리고 습지 고갈 특히 마그달레나강의 습지 파괴에 의해 위협을 받고 있다. 핵형은 2n=64와 FN=104를 가진다.